# Centro Universitario

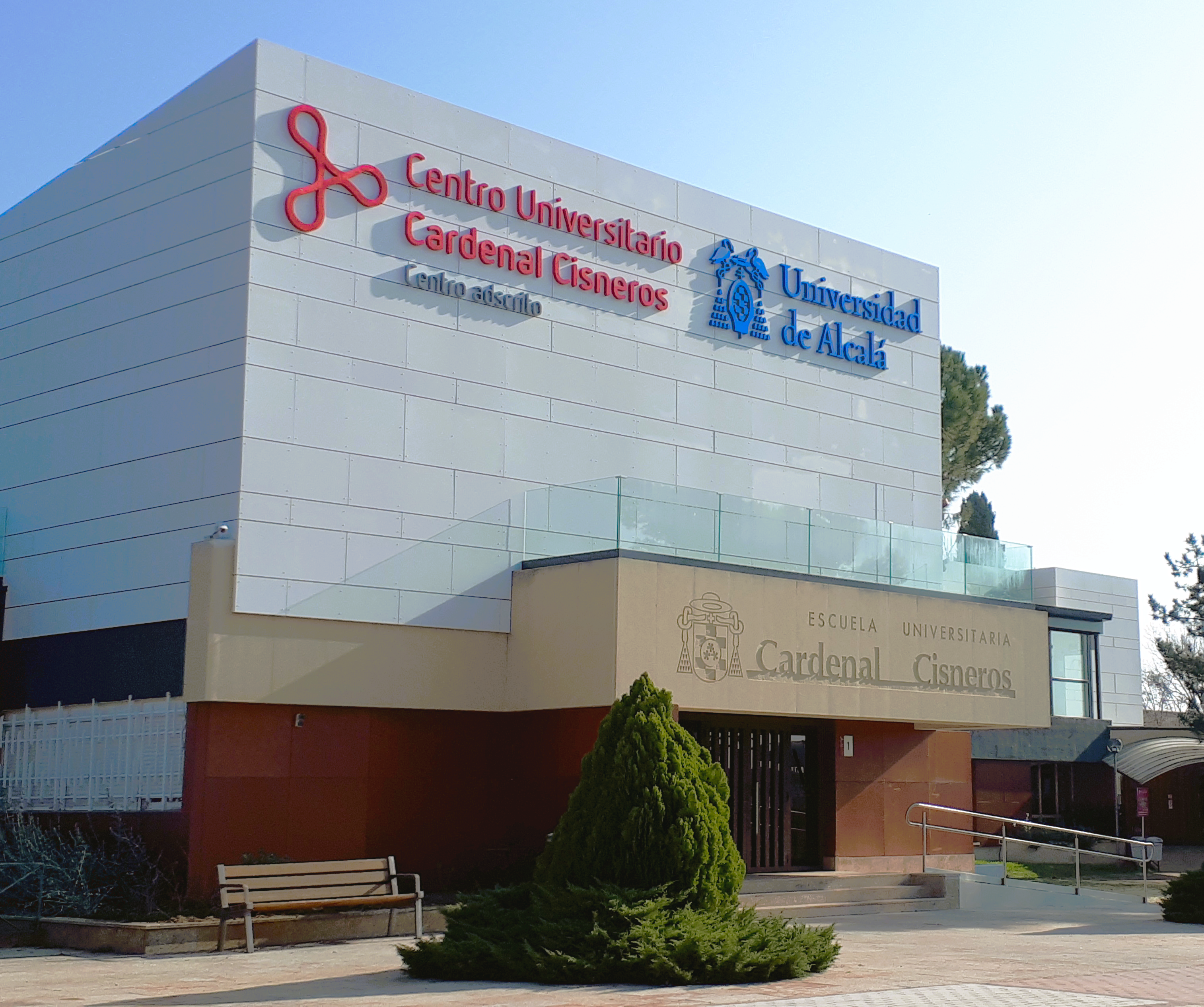
Centro Universitario Cardenal Cisneros adscrito a la Universidad de Alcalá

Centro Universitario es la denominación utilizada en España para referirse a un centro docente que imparte titulaciones universitarias oficiales en nombre de una universidad, como centro adscrito a esa universidad, pero sin formar parte orgánica de ella. 
El estudiante cursa las asignaturas en el centro universitario, siguiendo el plan de estudios de la universidad oficial. Durante la carrera, el estudiante es alumno de su centro universitario, y de la universidad a la que está adscrita. Al finalizar sus estudios, el estudiante recibe la titulación oficial de la universidad a la que está adscrito su centro universitario. Esta titulación es exactamente igual a la que recibiría estudiando directamente en la universidad de origen.
El Real Decreto 557/1991, de 12 de abril, sobre creación y reconocimiento de Universidades y Centros universitarios recuerda que los centros adscritos pueden impartir cualquiera de las enseñanzas que tiene autorizada la universidad en cuestión o que permita en el futuro, pero fija un límite de siete. El artículo 11 de la Ley Orgánica 6/2001, de 21 de diciembre, de Universidades, regulaba estos centros y establecía que la adscripción ha de aprobarse mediante convenio con una universidad pública o privada «para impartir estudios conducentes a la obtención de títulos de carácter oficial y validez en todo el territorio nacional». Este convenio ha de contar con la aprobación de la comunidad autónoma y un informe favorable del Consejo Social de la universidad. Si el centro que solicita la adscripción se ubica en una comunidad diferente a la de la universidad, se deberá obtener la aprobación de esta segunda comunidad autónoma.